# Colón: Imágenes para orquesta
Colón: Imágenes para orquesta (Spaans: Columbus, Beelden voor orkest) is een compositie van Leonardo Balada. Het is een op zichzelf staand werk, maar dat gedeelten bevat uit de opera Cristóbal Colón uit 1989. De opera trok sterren als José Carreras en Montserrat Caballé. De suite die Balada eraan onttrok moest in 1992 indruk maken via dirigent Sergiu Comissiona met het Radiosymfonieorkest van Spanje.
Het werk bestaat uit vier delen:
1. En el puerto de Palos (Palos de la Frontera, de haven van waaruit Comlumbus vertrok)
2. ¡Almirante! ¡Almirante! (Isabella’s aansporing om te vertrekken)
3. ¿En donde esta la voluntad de Dios? (Wat is de wil van God, Columbus vraagt zich wat hij aan het doen is)
4. Amanecer en las Indias (muziek uit het Amerika van de Indianen)

Balada schreef de suite voor:
- 2 dwarsfluiten, 2 hobo’s, 2 klarinetten, 2 fagotten
- 3 hoorns, 3 trompetten, 3 trombones, 1 tuba
- percussie cembalo, harp
- violen, altviolen, celli, contrabassen